# Hyundai H-1
La Hyundai H-1 es una furgoneta construida por Hyundai Motor Company de Corea del Sur e Indonesia. Los modelos de primera generación eran conocidos en Europa como Hyundai H-1 y como Hyundai H200 en los Países Bajos. Para la segunda generación, en el mercado australiano y del Reino Unido se venden como Hyundai iLoad (versión de carga) y Hyundai iMax (versión People Mover), y en la Europa continental como Hyundai i800. Los modelos europeos, como los de Australia, se diferencian entre Hyundai H-1 Cargo (versión de carga) y Hyundai H-1 Travel (versión People Mover)
La Hyundai H-1 también se produce en China bajo el nombre de JAC Motors Refine by Anhui  Jianghuai Automobile desde 2002 con licencia de Hyundai. Es un gran éxito, con una participación de mercado de aproximadamente 20%. Entre 2003 y 2008, ha ganado consecutivamente el galardón "MPV del Año" y "Mejor Coche Oficial" de 2004 a 2008. En 2007, ganó el premio "Mejor MPV para el Gobierno".

## Primera generación (1997-2007)

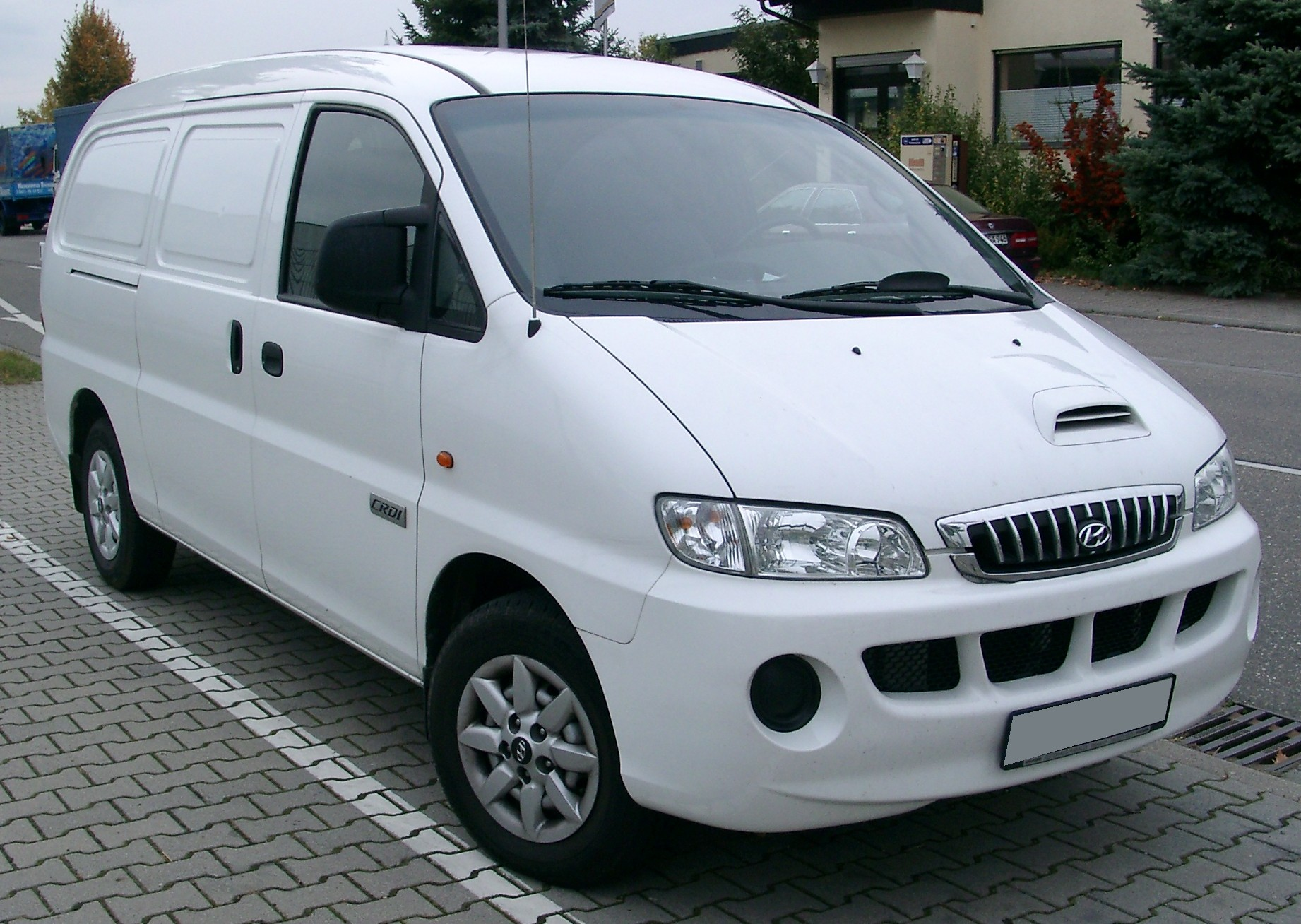
Hyundai H-1 (1997-2007)

La H-1 continuó el éxito de la Hyundai H-100 en la mayoría de los países. Al igual que la Hyundai H-100, la primera generación se basaba en el Mitsubishi Delica y fue ofrecido en una amplia gama de configuraciones, incluyendo monovolumen (MPV) y minibuses, furgonetas, pick-up, taxi y ambulancias. Se utilizó un motor turbodiésel, 2,5L, SOHC, 8 válvulas y que ofrecía una potencia de 85 caballos de fuerza (63kW) a 4000rpm y 170Nm de par. Para el mercado latinoamericano se ofreció un motor 2,6L diésel atmosférico SOHC 8 válvulas de 79HP. Ofrecía ABS, LSD, una transmisión automática opcional de cuatro velocidades y airbag de conductor. Contaba con 10 o 12 asientos según la configuración. En 2004 ,la Starex/H-1 ofrece un restyling delantero, un nuevo motor turbodiésel 2.5L  DOHC de 16 válvulas, de inyección directa, common-rail, que tenía una potencia de 123 caballos de fuerza (92kW) y 360Nm de par. En una 3ª etapa adopta dos nuevos motores: uno base 2.5L SOHC 8 válvulas turbodiésel, con 110 caballos de fuerza (82kW) y 232Nm de par y otro 2.5L DOHC, 16 válvulas, de inyección directa, common-rail con turbo de geometría variable con 174 caballos de fuerza (130kW) y 402Nm lo que lo convierte en líder en su clase. El tope de línea del modelo cuenta con un interior de cuero, una consola superior, inmovilizador de motor, insertos de aluminio, asientos plegables, pack eléctrico, control de temperatura, entrada sin llave y reproductor de DVD con 6 parlantes.

### Galería

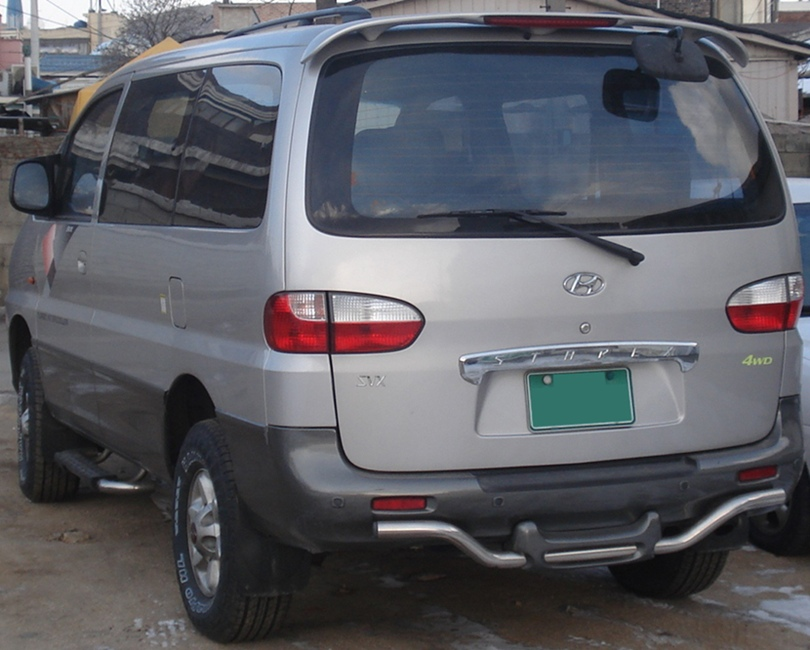
Lado izquierdo de el Hyundai H-1 de primera generación
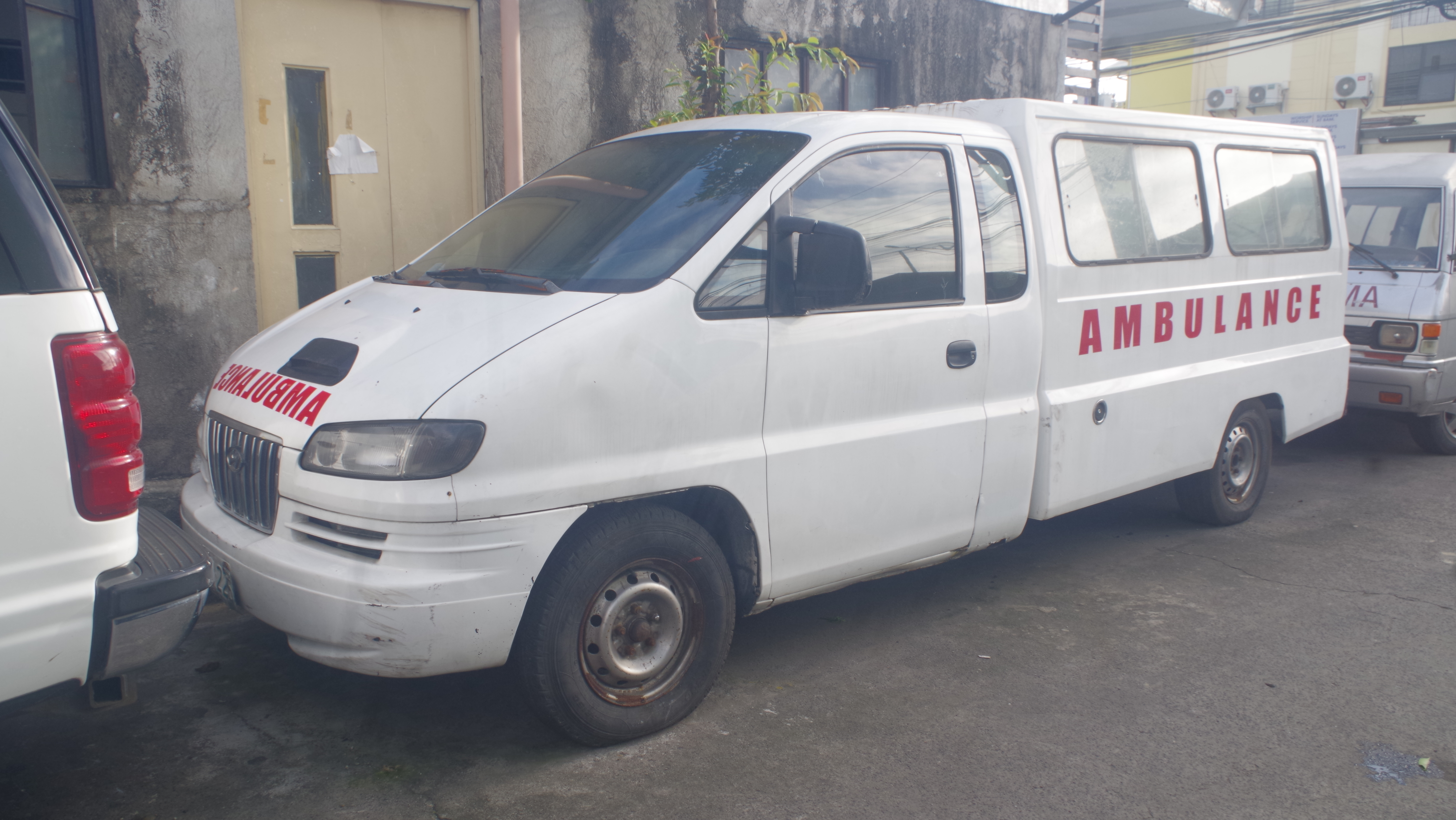
Hyundai H-1 Libero

## Segunda generación (2008-2023)

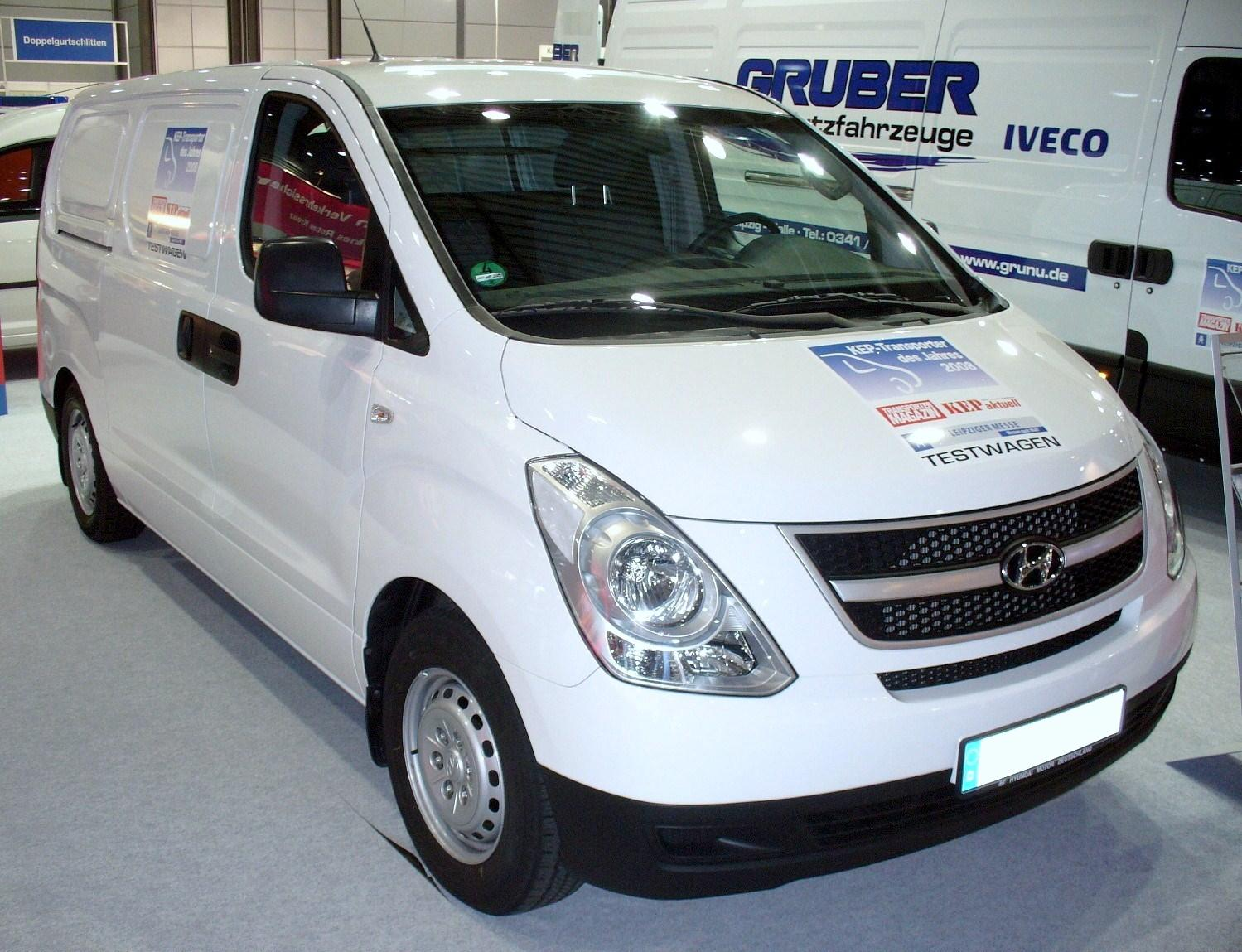
Hyundai H-1 (2008-2023).

La segunda generación del vehículo fue introducida en 2008 como Gran Starex con mayores dimensiones y un más potente motor CRDi. El motor CRDi es un 2,5 litros en línea de cuatro cilindros con turbocompresor de geometría variable (VGT) que entrega 175 caballos de fuerza (129 kW o 175 CV) a 3800 rpm con 289 libras pies (392 Nm) de par motor entre las 2000 y 2500 rpm.
En Malasia, la Starex está disponible en una variante más lujosa con reproductor de DVD, pantalla LCD de 7 pulgadas y totalmente equipada con kit de carrocería. Llamado Grand Starex Royale, el vehículo ha ganado muchos premios de automóviles como la Asean Autocar 2008 en la categoría MPV grande, 1.er lugar en eficiencia de combustible de Asia Auto Bosch 2008 en Categoría MPV de Lujo con una eficiencia de combustible combinado de 8, 5l/100km, así como el Nuevo Straits Times / Maybank coche del Año en la categoría de monovolúmenes grandes. El vehículo también se vende con la garantía más larga en Malasia con 5 años o 300.000 km.
En Indonesia, la Hyundai Starex está disponible con el nombre de Hyundai H-1. Se introdujo en 2008, con 3 opciones: GLS, elegancia y XG. Al principio, solo los motores de gasolina estaban disponibles para el H-1. Los motores diésel se produjeron en febrero de 2010, cuando se decidió producir la Hyundai H-1 en Indonesia para el mercado de la ASEAN. En Indonesia, un competidor de la H-1 es la Toyota Alphard. También compite con la Toyota Hiace en Filipinas.
En Tailandia, la Starex se comercializa como  Hyundai H-1. Se presenta en tres variantes, Touring, Executive y Deluxe. Todas están equipadas con 12 asientos. La Executive y la Deluxe eran conocidas como "Maesto" hasta un pequeño cambio en el 2011.
La Grand Starex "VIP", también llamada Grand Starex Limousine, variante basada en la H-1 con 7 asientos y la "doble VIP", cuenta con otra fila de asientos donde se puede controlar eléctricamente la reclinación y el soporte para las piernas. Un TV de 19 pulgadas y reproductor de DVD están disponibles a finales de 2010, y luego el grand Starex "Premium" con el desplazamiento de los asientos "Doble Súper VIP" puestos en segunda fila y pantalla de reproductor DVD de 10,2 pulgadas desde 2012.

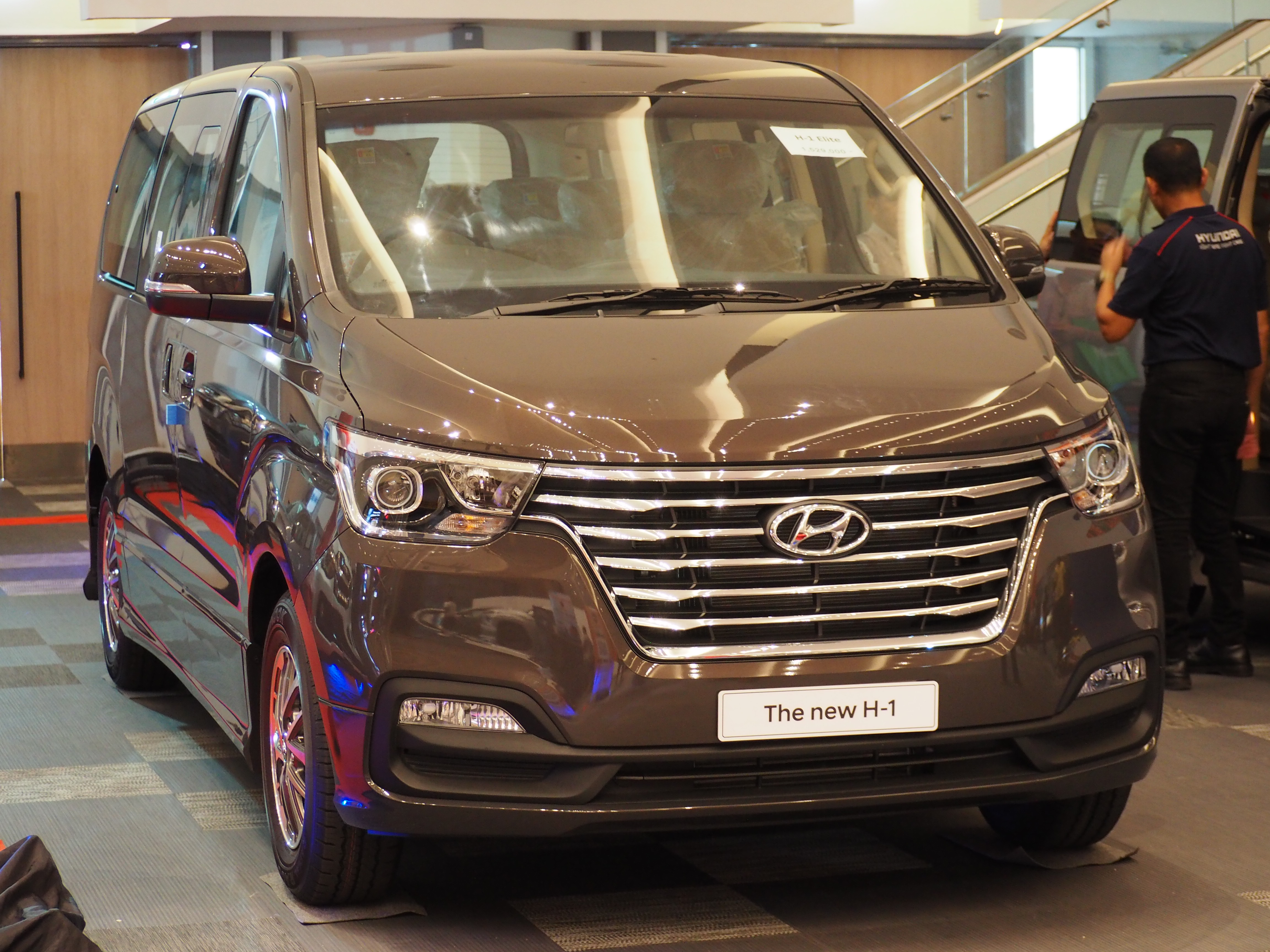
Diseño frontal, versión 2018 hasta la fecha

A finales de 2018 e inicios de 2019 surgen ligeros cambios en el diseño de la Hyundai H-1, mediante la introducción de luces frontales horizontales, dejando de lado el modelo curvilíneo en diagonal tradicional de la segunda generación. Las luces frontales están unidas a la parrilla frontal, que también experimenta cambios en cuanto a su distribución, adquiriendo una forma hexagonal.
Las luces traseras, por su parte, permanecen idénticas en el ámbito de su verticalidad y distribución de los faros. Este es el modelo de mayor novedad de la marca en esta furgoneta y, por ello, es el que se comercializa hasta la fecha.